# Bronyky
Bronyky (ukr. Броники) – wieś na Ukrainie, w obwodzie żytomierskim, w rejonie nowogrodzkim, nad Tnią. W 2001 roku liczyła 475 mieszkańców.